# Dunalia spathulata
Dunalia spathulata är en potatisväxtart som först beskrevs av Hipólito Ruiz López och Pavon, och fick sitt nu gällande namn av Addison Brown och Aschers. Dunalia spathulata ingår i släktet Dunalia och familjen potatisväxter. Inga underarter finns listade i Catalogue of Life.